# 達爾雷奧赫站
達爾雷奧赫站（英語：Dalreoch railway station）是一個位於蘇格蘭西敦巴頓郡邓巴顿的鐵路站，由蘇格蘭鐵路管理，服務路線為北克萊德線。

## 歷史
敦巴頓和巴勒赫交匯鐵路在1850年啟用，而車站則在同年7月15日通車。1858年5月28日，車站成為格拉斯哥，鄧巴頓和海倫斯堡鐵路的交匯站。

## 設施
車站設有107個車位的停車場，逢星期一至六均有售票員駐守。

## 服務
達爾雷奧赫站每小時有四班列車往東南方向前往達爾繆爾站，格拉斯哥皇后街站和埃爾德里站，其中兩班只停部份車站並繼續開往巴斯盖特站和愛丁堡威瓦利站。西行方向則每半小時一班往巴勒赫站和海倫斯堡中央站。
星期日的列車服務班次與平日一樣，但巴勒赫站開出的列車會經阿蓋爾線開往马瑟韦尔站，途經威夫利特站或經漢密爾頓站開往拉克霍尔站。

### 書藉
- Brailsford, Martyn (编).  6th. Frome: Trackmaps. December 2017 [1987]. ISBN 978-0-9549866-9-8.
- Butt, R. V. J.  1st. Sparkford: Patrick Stephens Ltd. 1995-10. ISBN 978-1-85260-508-7. OCLC 60251199. OL 11956311M （英语）.
- Casserley, H. C. . London: Ian Allan. ISBN 0-7110-0024-7.
- Jowett, Alan.  1st. Sparkford: Patrick Stephens Ltd. 1989年3月. ISBN 1-8526-0086-1. OCLC 22311137.